# Římskokatolická farnost Libčany
Římskokatolická farnost Libčany je územním společenstvím římských katolíků v rámci královéhradeckého vikariátu královéhradecké diecéze.

## O farnosti

### Historie
Kostel v Libčanech existoval již v 11. století a nějaký čas byl pod patronátem benediktinů z opatovického kláštera. Kostel byl později přestavován goticky a renesančně a následně barokně.

### Současnost
Farnost je spravována ex currendo z Dobřenic.
| Fotografie | Kostel                         | Místo            | Bohoslužba             | Bohoslužba                  | Poznámka        |
| ---------- | ------------------------------ | ---------------- | ---------------------- | --------------------------- | --------------- |
|            | Kaple                          | Hvozdnice        | neslouží se pravidelně | neslouží se pravidelně      | obecní kaple    |
|            | Kostel Nejsvětější Trojice     | Lhota p. Libčany | neděle úterý           | 9.00 16.00 (pouze v květnu) | filiální kostel |
|            | Kostel Nanebevzetí Panny Marie | Libčany          | neděle                 | 8.30                        | farní kostel    |